# Jordan Farmar
Jordan Robert Farmar (Los Angeles, 30 novembre 1986) è un ex cestista statunitense con cittadinanza israeliana di ruolo playmaker.

## Carriera

### Los Angeles Lakers e i due titoli
Farmar nel draft NBA 2006 viene selezionato dalla squadra della sua città, ovvero i Los Angeles Lakers, al primo giro come 26ª scelta. Per la maggior parte della stagione 2006-07, è stato la riserva del playmaker titolare Smush Parker. Fa il suo debutto il 31 ottobre 2006 contro i Phoenix Suns giocando 14 minuti e facendo 6 punti.
Il 1º aprile 2007 diventa il primo giocatore di sempre della lega a giocare in una partita di D-League (con i Los Angeles D-Fenders) e in una di NBA nello stesso giorno (contro i Sacramento Kings).
Durante la stagione, parte in quintetto dei Lakers per due volte, la prima il 15 aprile 2007 contro i Seattle SuperSonics.
Nelle cinque partite dei play-off disputate dai Lakers contro i Phoenix Suns, Farmar parte in quintetto titolare.
Nella prima parte della stagione 2007-08 diviene la riserva di Derek Fisher, ma il suo utilizzo aumenta notevolmente, grazie ai sensibili miglioramenti al tiro (oltre il 50% dal campo e oltre il 40% dalla linea dei tre punti) e alla sua rapidità, che ne fanno una delle riserve più utilizzate da Phil Jackson.
Nella stagione successiva non riesce mai a partire da titolare, e subisce anche un infortunio al menisco del ginocchio sinistro che lo costringe ad esser operato e a rimanere fuori per più di un mese. Tuttavia a fine anno la squadra si laurea campione dopo aver vinto le Finali NBA contro gli Orlando Magic.
Nella stagione 2009-10 ha cambiato il suo numero di maglia, passando dal 5 all'1 (che usava ai tempi dell'università all'UCLA). Continua a ricoprire il ruolo di riserva del playmaker titolare Derek Fisher. A fine anno Jordan vincerà il suo secondo anello.

### New Jersey Nets e parentesi al Maccabi Tel-Aviv

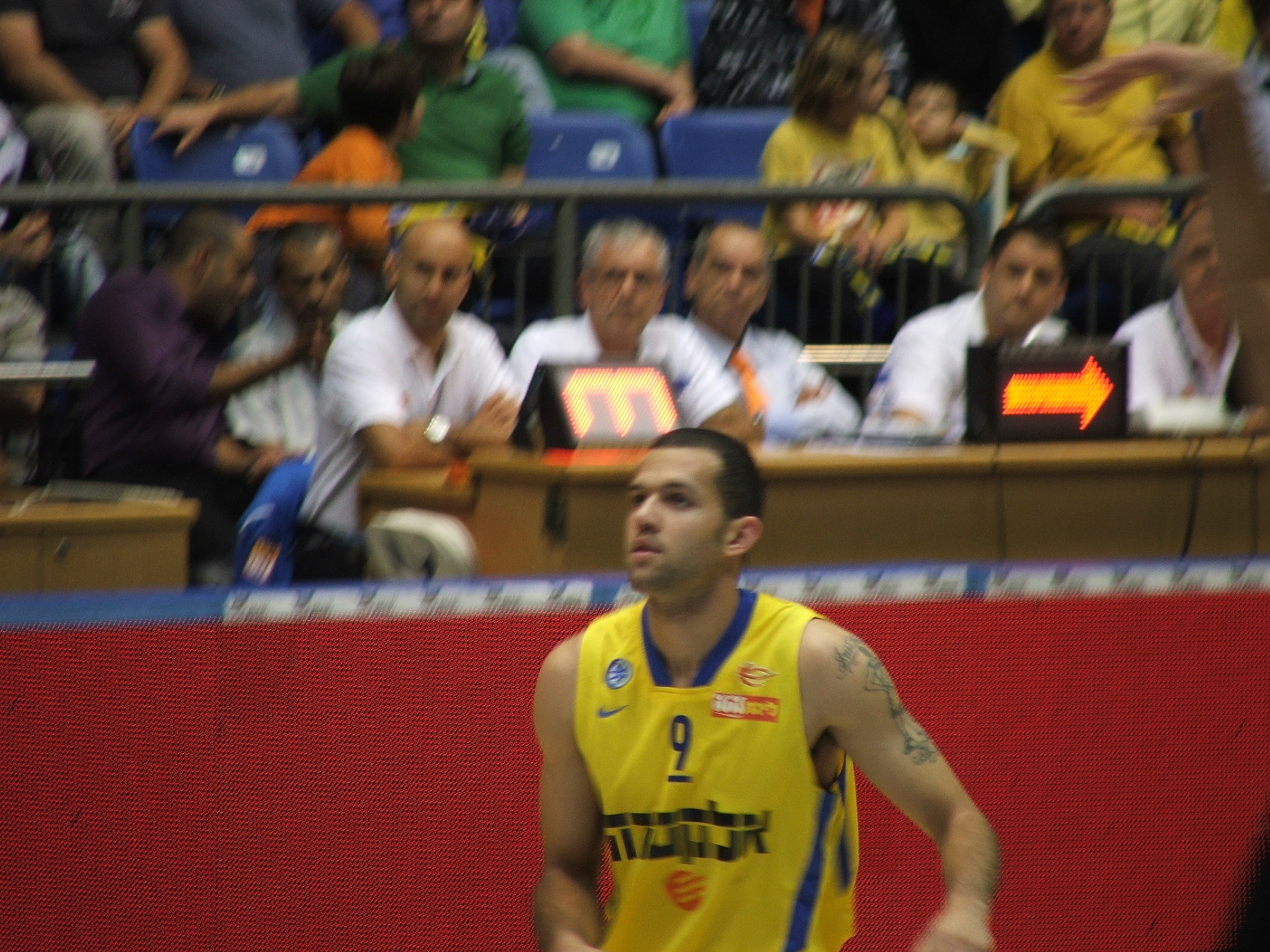
Farmar con la maglia del Maccabi

Dopo aver vinto due titoli consecutivi in maglia giallioviola rimane free agent. L'11 luglio 2010 firma per i New Jersey Nets. Durante il lock-out dell'NBA all'inizio della stagione 2011-12, ha giocato per un periodo con gli israeliani del Maccabi Tel Aviv. Al termine del lock-out, ha fatto ritorno in New Jersey.

### Anadolu Efes
Il 12 luglio 2012 firma un contratto di tre anni con i turchi dell'Anadolu Efes Istanbul.

### Ritorno in NBA e ai Los Angeles Lakers
Il 17 luglio 2013 firma un contratto annuale con i Los Angeles Lakers, facendo così ritorno in NBA nella squadra con cui vi aveva debuttato.

### La parentesi ai Clippers
Scaduto il contratto, l'8 luglio 2014 firma un contratto biennale a 4,2 milioni di dollari con l'altra franchigia della "Città degli Angeli", ovvero i Los Angeles Clippers. Tuttavia, non riuscendo a integrarsi al meglio negli schemi dell'allenatore Doc Rivers, il 16 gennaio 2015 lascia i Clippers via buyout.

### Ritorno in Europa: Darüşşafaka e Maccabi Tel Aviv
Il 7 febbraio 2015 viene ingaggiato dal Darüşşafaka, tornando a giocare in Europa.
Il 6 luglio dello stesso anno fa ritorno al Maccabi Tel Aviv. Il 10 gennaio rescinde il suo contratto con gli israeliani, affermando di voler tornare in NBA e di essere disposto ad accettare anche un contratto di 10 giorni.

### Le parentesi a Memphis e Sacramento
E il contratto di 10 giorni gli viene offerto dai Memphis Grizzlies il 21 marzo 2016. Il 31 marzo prolunga fino a fine stagione.
Il 2 novembre 2016 firma un contratto con i Sacramento Kings bisognosi di un play vista l'assenza di Darren Collison (suo ex compagno di college) per 8 gare, e la sola presenza di Ty Lawson in quel ruolo. Terminata la squalifica di Collison, il 7 novembre i Kings tagliano Jordan dopo 2 partite disputate con 12 punti messi a segno.

### Record personali
| Punti        | 3 punti segnati | rimbalzi offensivi | rimbalzi difensivi | rimbalzi totali | assist | palle recuperate | stoppate | minuti giocati |
| 24 (2 volte) | 8               | 3                  | 7                  | 9               | 17     | 6                | 1        | 33             |

## Statistiche
| † | Denota una stagione in cui ha vinto il titolo NBA. |

### College
| Anno      | Squadra     | PG | PT | MP   | TC%  | 3P%  | TL%  | RP  | AP  | PRP | SP  | PP   |
| --------- | ----------- | -- | -- | ---- | ---- | ---- | ---- | --- | --- | --- | --- | ---- |
| 2004-2005 | UCLA Bruins | 29 | 29 | 34,4 | 41,1 | 33,3 | 80,1 | 3,5 | 5,3 | 1,4 | 0,1 | 13,2 |
| 2005-2006 | UCLA Bruins | 37 | 37 | 30,4 | 41,0 | 33,3 | 71,7 | 2,6 | 5,1 | 1,1 | 0,2 | 13,5 |
| Carriera  | Carriera    | 66 | 66 | 32,2 | 41,0 | 33,3 | 76,0 | 3,0 | 5,2 | 1,2 | 0,2 | 13,3 |

### NBA

#### Regular Season
| Anno       | Squadra           | PG  | PT | MP   | TC%  | 3P%  | TL%  | RP  | AP  | PRP | SP  | PP   |
| ---------- | ----------------- | --- | -- | ---- | ---- | ---- | ---- | --- | --- | --- | --- | ---- |
| 2006-2007  | L.A. Lakers       | 72  | 2  | 15,1 | 42,2 | 32,8 | 71,1 | 1,7 | 1,9 | 0,6 | 0,1 | 4,4  |
| 2007-2008  | L.A. Lakers       | 82  | 0  | 20,6 | 46,1 | 37,1 | 67,9 | 2,2 | 2,7 | 0,9 | 0,1 | 9,1  |
| 2008-2009† | L.A. Lakers       | 65  | 0  | 18,3 | 39,1 | 33,6 | 58,4 | 1,8 | 2,4 | 0,9 | 0,2 | 6,4  |
| 2009-2010† | L.A. Lakers       | 82  | 0  | 18,0 | 43,5 | 37,6 | 67,1 | 1,6 | 1,5 | 0,6 | 0,1 | 7,2  |
| 2010-2011  | N.J. Nets         | 73  | 18 | 24,6 | 39,2 | 35,9 | 82,0 | 2,4 | 5,0 | 0,8 | 0,1 | 9,6  |
| 2011-2012  | N.J. Nets         | 39  | 5  | 21,3 | 46,7 | 44,0 | 90,5 | 1,6 | 3,3 | 0,6 | 0,1 | 10,4 |
| 2013-2014  | L.A. Lakers       | 41  | 5  | 22,2 | 41,5 | 43,8 | 74,6 | 2,5 | 4,9 | 0,9 | 0,2 | 10,1 |
| 2014-2015  | L.A. Clippers     | 36  | 0  | 14,7 | 38,6 | 36,1 | 90,9 | 1,2 | 1,9 | 0,6 | 0,1 | 4,6  |
| 2015-2016  | Memphis Grizzlies | 12  | 10 | 24,3 | 42,0 | 35,6 | 0,0  | 2,1 | 3,1 | 1,3 | 0,2 | 9,2  |
| 2016-2017  | Sacramento Kings  | 2   | 0  | 17,5 | 33,3 | 44,4 | 0,0  | 1,5 | 4,5 | 1,0 | 0,0 | 6,0  |
| Carriera   | Carriera          | 504 | 40 | 19,5 | 42,3 | 37,4 | 73,9 | 1,9 | 2,9 | 0,8 | 0,1 | 7,7  |

#### Play-off
| Anno     | Squadra           | PG | PT | MP   | TC%  | 3P%  | TL%  | RP  | AP  | PRP | SP  | PP  |
| -------- | ----------------- | -- | -- | ---- | ---- | ---- | ---- | --- | --- | --- | --- | --- |
| 2007     | L.A. Lakers       | 5  | 5  | 22,8 | 42,9 | 20   | 85,7 | 2,8 | 1,6 | 1,2 | 0,2 | 6,4 |
| 2008     | L.A. Lakers       | 21 | 0  | 17,1 | 38,3 | 38,6 | 87,5 | 1,6 | 1,3 | 0,3 | 0,2 | 5,7 |
| 2009†    | L.A. Lakers       | 20 | 1  | 13,0 | 39,1 | 30,8 | 73,7 | 1,6 | 1,7 | 0,5 | 0,2 | 4,7 |
| 2010†    | L.A. Lakers       | 23 | 0  | 13,1 | 40,4 | 40,0 | 69,2 | 1,2 | 1,4 | 0,7 | 0,0 | 4,6 |
| 2016     | Memphis Grizzlies | 4  | 4  | 28,3 | 32,3 | 33,3 | 0,0  | 1,5 | 4,0 | 0,8 | 0,3 | 6,8 |
| Carriera | Carriera          | 73 | 10 | 15,7 | 38,9 | 35,5 | 79,3 | 1,5 | 1,6 | 0,6 | 0,1 | 5,2 |

## Palmarès

### Squadra
- Campionato NBA: 2

Los Angeles Lakers: 2009, 2010
- Coppa di Lega israeliana: 2

Maccabi Tel Aviv: 2011, 2015

### Individuale
- Squadra dei migliori rookie della NBA
- Squadra dei migliori sophomore della NBA

## Vita privata
Figlio di Melinda Kolani e Damon Farmar, che è stato giocatore di baseball professionista ed ha origini afro-americane. Ha una sorella che si chiama Shawn Kolani.
Ha preso la specializzazione in sociologia.